# Jairo Montaño
Jairo Eliacer Montaño Quiñonez, (* 9 de julio de 1979). es un futbolista ecuatoriano, que juega como defensa en e Cañar F.C. del fútbol ecuatoriano.

## Selección nacional

### Categorías inferiores
Como seleccionado juvenil disputó una Copa Mundial de Fútbol Sub-17. También formó parte de selecciones en las categorías Sub-20 y Sub-23.

#### Participaciones en Copas del Mundo
| Campeonato                  | Sede    | Resultado        | Partidos | Goles |
| --------------------------- | ------- | ---------------- | -------- | ----- |
| Copa Mundial Sub-17 de 1995 | Ecuador | Cuartos de final | 4        | 0     |

### Selección absoluta

#### Participaciones en eliminatorias
| Eliminatorias      | Sede            | Resultado    | Partidos | Goles |
| ------------------ | --------------- | ------------ | -------- | ----- |
| Eliminatorias 2010 | América del Sur | No clasificó | 1        | 0     |

## Clubes
| Club                     | País    | Año       |
| ------------------------ | ------- | --------- |
| Delfín SC                | Ecuador | 1999-2002 |
| Manta Fútbol Club        | Ecuador | 2003      |
| Delfín SC                | Ecuador | 2004      |
| Liga de Portoviejo       | Ecuador | 2005      |
| Sociedad Deportivo Quito | Ecuador | 2005      |
| Delfín SC                | Ecuador | 2006      |
| Barcelona Sporting Club  | Ecuador | 2006-2009 |
| Grecia                   | Ecuador | 2009      |
| Paladín "S"              | Ecuador | 2010      |
| Manta Fútbol Club        | Ecuador | 2010      |
| Norteamérica             | Ecuador | 2011      |
| Independiente Salinas    | Ecuador | 2012      |
| Cañar F.C.               | Ecuador | 2013      |
| Calle 8                  | Ecuador | 2018      |